# Системата ни убива
„Системата ни убива“ е организация на български граждани, бореща се за промяна в българското законодателство, свързано със Законите за хората с увреждания. Първата протестна акция започва на 20  април 2018 г. (понеделник) от 17 до 20 ч. Протестът е организиран от майки на деца с физически увреждания. Исканията на протестиращите са свързани с
1. Въвеждане на Закон за личната помощ
2. Увеличаване на институционалния статут на АХУ и промяна във функциите на АСП при изпълнение на политиките в сектора
3. Kова система за оценка на увреждането и потребностите на човека, Техническите помощни средства и медицински изделия и тяхното качество.[2]

На 22 октомври 2018 г. майките от инициативата „Системата ни убива“ в цялата страна излизат на протест с искане за оставката на вицепремиера Валери Симеонов.
През 2020 г. „Системата ни убива“ често е асоциирана и с платени протести и политически провокации.